# سيليستين دجيم
سيليستين دجيم هو لاعب كرة قدم بلجيكي في مركز الهجوم، ولد في 14 مايو 1995 في فيزيه في بلجيكا. لعب مع ستاندارد لييج ونادي بورتو ونادي ميتز.

## وصلات خارجية
- سيليستين دجيم على موقع قاعدة بيانات كرة القدم.إي يو (الإنجليزية)
- سيليستين دجيم على موقع عالم كرة القدم.نت (الإنجليزية)